# Cadafael Cadomedd ap Cynfeddw
Cadafael Cadomedd ap Cynfeddw was heerser van Gwynedd van 634 tot 655. Cadomedd betekent hij die de oorlog ontwijkt, Cynfeddw, zijn vader was niet van koninklijken bloede. Cadafael behoort tot wat men noemt de drie boerenkoningen.

## Context
Zijn voorganger Cadwallon ap Cadfan sneuvelde tijdens de slag bij Heavenfield in 634 tegen Oswald van Northumbria. Vermoedelijk was zijn zoon Cadwaladr ap Cadwallon nog te jong en werd Cadafael aangesteld als regent. Cadafael was een vazal van koning Penda van Mercia en zoals zijn naam het aangeeft, vermeed hij mee te vechten in de Slag bij Winwaed in 655, waarbij Penda om het leven kwam.
Zijn opvolger was Cadwaladr ap Cadwallon.